# ミロスラフ・クルティシェフ
ミロスラフ・クルティシェフ（ロシア語: Мирослав Винаевич Култышев、ロシア語ラテン翻字: Miroslav Kultyshev、1985年8月21日 サンクトペテルブルク - ）は、ロシアのピアニスト。

## 略歴
6歳で演奏会を開き、10歳でサンクトペテルブルク・フィルハーモニー交響楽団とモーツァルトのピアノ協奏曲Kv.466をテミルカーノフ指揮で共演した。サンクトペテルブルク音楽院で学び、2004年に卒業した。
少年時代から特に目立った国際コンクール歴がなく、2007年チャイコフスキー国際コンクールに出場時は、経歴欄に「音楽祭出場」と書くだけでメジャーな国際コンクール上位入賞歴がない異例のキャリアであったが、第2次予選でリストの『超絶技巧練習曲』3曲で成功し注目を集め、第2位（最高位）に入賞する。
その3年後のショパン国際ピアノコンクールに出場し、第1次予選はYesを審査員全員（12人）から獲得する。
第2次、3次と勝ち進み、入賞には至らなかったがファイナリストとなった。
2013年7月8日、日本人女性ヴァイオリニストの神尾真由子と結婚。しばしばデュオで演奏会を行っている。

## 入賞歴
- 2007年 - 第13回チャイコフスキー国際コンクール ピアノ部門2位（1位無し、最高位）
- 2010年 - 第16回ショパン国際ピアノコンクール ファイナリスト
- 2012年 - モンテカルロ・ピアノマスターズ優勝[2]